# Стібиш Артур Віталійович
Арту́р Віта́лійович Сті́биш (2003—2022) — солдат збройних сил України, учасник російсько-української війни.

## З життєпису
Народився 2003 року в селі Княгинине Демидівського району (Рівненська область). З 2009 по 2020 роки навчався у Княгининському ліцеї.
Після закінчення ліцею у 2021 році був призваний на строкову службу (охорона Генерального штабу Збройних сил України) в місті Києві. Солдат 101-ї окремої бригади охорони ГШ ЗСУ.
Загинув під час обстрілу 26 лютого 2022 року в Києві, на вулиці Берестецькій.
17 березня 2022 року похований на кладовищі села Вишневе Дубенського району. В останню путь Артура проводжали стоячи на колінах, дорогу встеляли квітами, несли символічний коровай. Хресною ходою від рідної оселі супроводжували труну до Свято-Миколаївської церкви, де священники Демидівського благочиння ПЦУ відслужили панахиду.
Без Артура лишились батько і мама Олена Стібиш; сестра та кохана дівчина.

## Нагороди і вшанування
- орден «За мужність» ІІІ ступеня (посмертно)[2]
- 22 листопада 2022 року в Княгининському ліцеї відбулося урочисте відкриття та освячення меморіальної дошки на честь загиблого Героя Артура Стібиша. Артур був учнем цього навчального закладу[3]